# نوپسرها آورودیسکالیس
نوپسرها آورودیسکالیس یک گونه سوسک از خانوادهٔ سوسک‌های شاخک‌دراز است. استفان فون برونینگ در سال ۱۹۵۳ آن را توصیف و بررسی کرد.